# Cellae in Mauretania
Cellae in Mauretania (łac. Diocesis Cellensis in Mauretania) – stolica historycznej diecezji w Cesarstwie rzymskim, w prowincji Mauretania Sitifense, zlikwidowana w VII w. podczas ekspansji islamskiej, współcześnie w północnej Algierii. Obecnie katolickie biskupstwo tytularne.

## Biskupi
| Lp. | Biskup                     | Funkcja                                         | Od                   | Do             |
| --- | -------------------------- | ----------------------------------------------- | -------------------- | -------------- |
| 1   | Joseph Bretault            | emerytowany biskup Koudougou (Górna Wolta)      | 19 listopada 1965    | 28 lipca 1976  |
| 2   | Lélis Lara                 | biskup pomocniczy Itabira–Fabriciano (Brazylia) | 6 grudnia 1976       | 6 grudnia 1995 |
| 3   | Joseph Martino             | biskup pomocniczy Filadelfii (USA)              | 24 stycznia 1996     | 25 lipca 2003  |
| 4   | Gabriel Justice Yaw Anokye | biskup pomocniczy Kumasi (Ghana)                | 30 października 2003 | 26 marca 2008  |
| 5   | Néstor Montesdeoca Becerra | wikariusz apostolski Méndez (Ekwador)           | 15 kwietnia 2008     |                |